# Damianós Zarífis
Damianós Zarífis (grec moderne : Δαμιανός Ζαρίφης ; Kavála, 1946 - Athènes, 29 mai 2007) est un scénographe et costumier grec.

## Biographie
Damianós Zarífis naît dans la ville de Kavála, en Macédoine-Orientale, en 1946, avant de suivre, plus tard, des études au sein de l'École Vakaló, puis, pendant la période de la Dictature des colonels, au sein de l'École nationale supérieure des Beaux-Arts de Paris,,,. Au cours de son séjour à Paris, il fait la connaissance d'Eléni Varopoúlou, une autre de ses camarades d'études, qui par la suite devient théâtrologue et avec laquelle il se marie et a une fille,.
Après son retour en Grèce, au cours de la période de la Metapolítefsi, il collabore dans un premier temps avec le Théâtre d'Art, pour un total de plus de vingt représentations, avant de travailler par la suite avec un certain nombre d'autres institutions et organisations théâtrales, dont le Théâtre national, le Théâtre d'État de Grèce du Nord, l'Organisation théâtrale de Chypre, ainsi qu'un certain nombre de compagnies théâtrales privées, pour un total d'environ cent cinquante représentations,,.
En même temps, il collabore également avec l'Opéra national de Grèce et le Palais de la musique d'Athènes, au niveau de la scénographie et de la conception des costumes, pour un total de 11 opéras, tandis qu'il travaille également pour le cinéma, en réalisant la scénographie et la conception des costumes pour un total de 17 films, dont certains sont récompensés par des prix,,.
Il meurt le 29 mai 2007, dans la ville d'Athènes, à l'âge de 61 ans, après une lutte de quatre ans contre le cancer, tandis que ses funérailles ont lieu au sein du Premier cimetière d'Athènes.